# Fleury (Mosella)
Fleury è un comune francese di 1 069 abitanti situato nel dipartimento della Mosella nella regione del Grand Est.

## Società

### Evoluzione demografica
Abitanti censiti